# Lilium pyrophilum
Lilium pyrophilum är en liljeväxtart som beskrevs av M.W.Skinner och Sorrie. Lilium pyrophilum ingår i släktet liljor, och familjen liljeväxter. Inga underarter finns listade.

## Bildgalleri

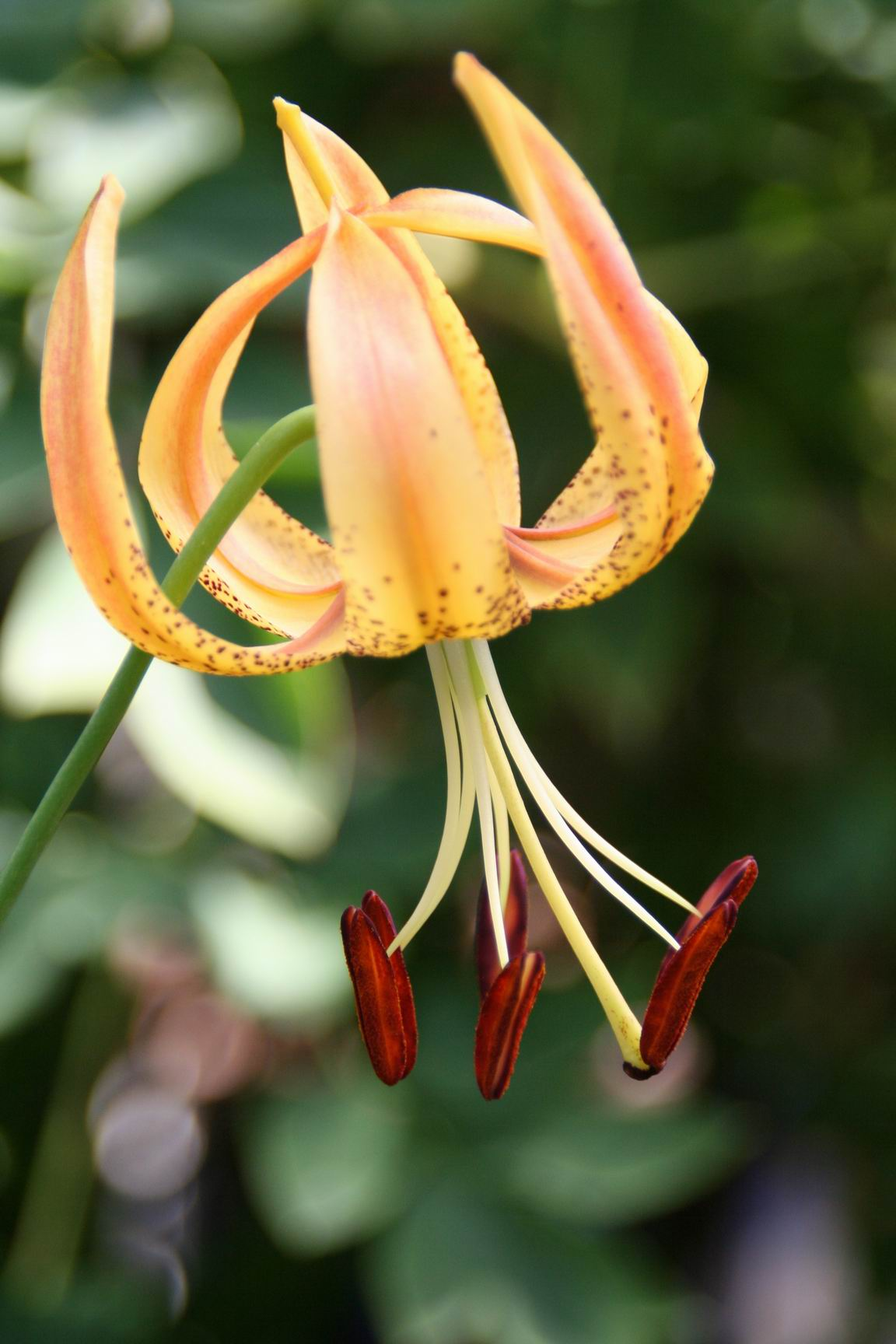
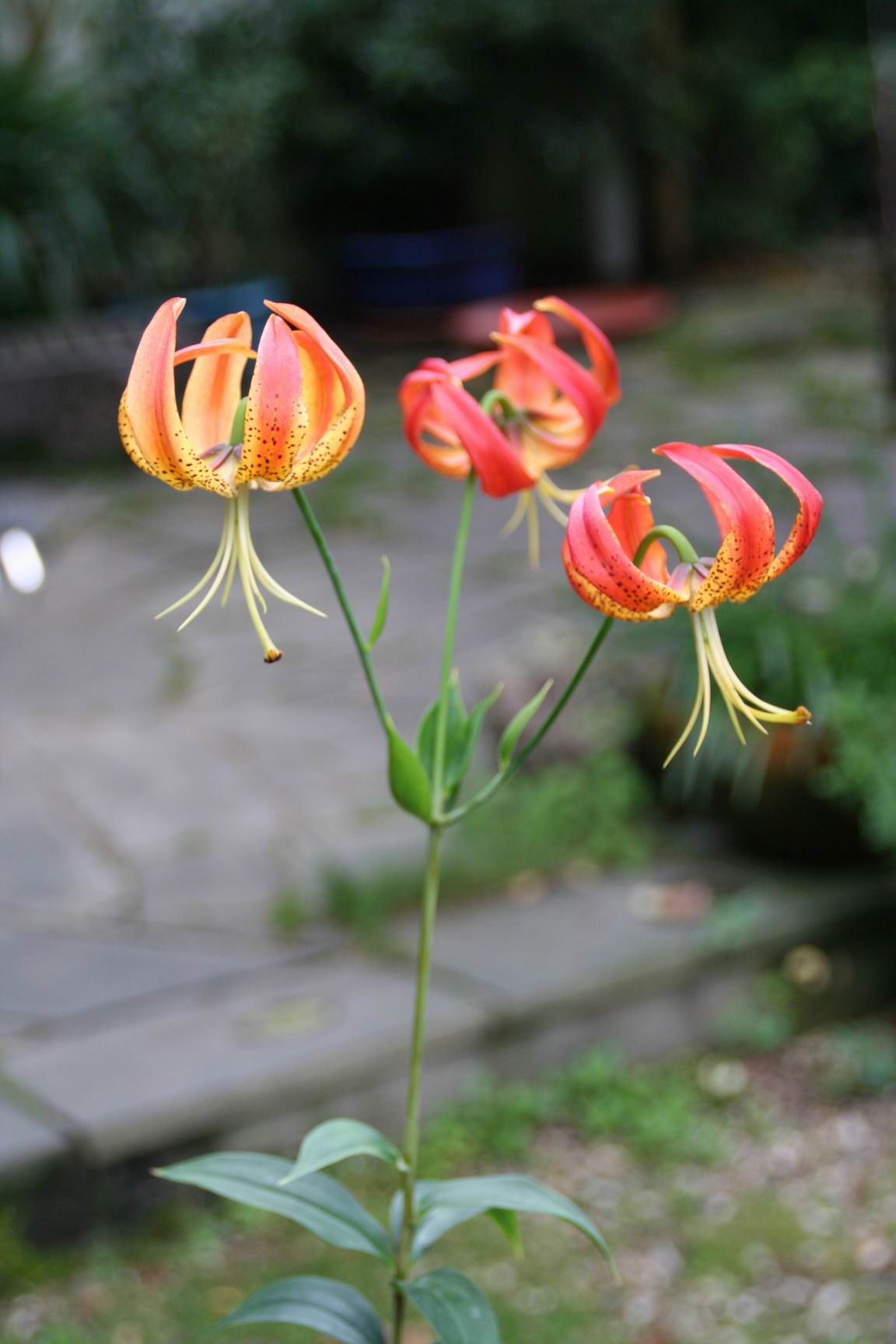